# Zekhnova
Zekhnova (en russe : Зехнова, aussi Zikhnova ou Zekhnovo), est un hameau du raïon de Plessetsk, dans l'oblast d'Arkhangelsk en Russie européenne. Logé sur une rive du lac Kenozero, il est peuplé de 4 habitants en 2021. Situé dans le parc national du Kenozero et au bord du lac du même nom, il est l'un des plus vieux villages des rives de ce grand lac. Depuis 2020, il est membre de l'association des Plus beaux villages de Russie, et attire plus de 1 500 touristes chaque année, malgré sa toute petite taille.

## Géographie

### Situation
Zekhnova se trouve dans l'obalst d'Arkhangelsk, un oblast du nord de la Russie européenne. Le hameau fait partie du district fédéral du Nord-Ouest, et se situe à 482 km au nord-est de Saint-Pétersbourg, la capitale du district. La localité se trouve aussi à 693 km au nord de Moscou, ainsi qu'à 307 km au sud-ouest d'Arkhangelsk, la capitale de son sujet.
Le hameau est inclus dans le raïon de Plessetsk, un des vingt-et-un raïons de l'oblast, qui se situe dans le sud-ouest de l'oblast. Son centre administratif est Plessetsk, à 132 km au nord-est. Jusqu'en 2021, le village faisait partie de l'établissement rural du Kenozero (ru), avant que cette dite municipalité soit dissoute. Son chef-lieu était Verchinino, le plus grand village du lac Kenozero, 10 km au nord-nord-ouest.

### Le hameau
Le hameau se situe sur le rivage nord d'une petite baie, nommée Ozerka ou Gloukhaïa Lakhta, presque fermée par des îles du lac Kenozero. La baie et le village se situent sur le littoral méridional-oriental du lac. Le principal chemin du village est parallèle au rivage nord de la baie. Un ruisseau nommé Moudr se jette dans la partie orientale du hameau dans la baie. Derrière le village se trouvent des collines couvertes de forêts de pins. Ces forêts sont nommées localement Sypygora (ou Rassypotchka) et Bor. Le village est organisé d'une manière particulière : trois chemins convergent vers la chapelle du hameau, et un d'entre eux longe la rive. Les fenêtres de toutes les maisons donnent sur la chapelle,,.

### Localités limitrophes
Les localités limitrophes sont Syptsina sur le rivage sud de la baie Ozerka, et Riapoussovski Pogost, Syssova et Maïlakhta au nord du village.
| Lac Kenozero | Riapoussovski Pogost, Syssova, Maïlakhta |  |
| Lac Kenozero | Zekhnova                                 |  |
| Spytsina     |                                          |  |

## Histoire

### Empire russe
Le village a été fondé au XVIe siècle, sans que l'on connaisse sa date exacte. Son nom vient probablement des premiers chrétiens des rives du lac Kenozero, les « Zekha »,. Pendant les siècles suivants, le village vivait de l'agriculture de subsistance, de l'élevage et de l'exploitation forestières. Les habitants cultivaient des pois, de l'avoine, des navets, de l'orge, et des pommes de terre à partir du début du XXe siècle. Régulièrement, des petits bouts de forêts étaient défrichés pour être transformés en parcelles agricoles. Pour conserver la nourriture pendant l'hiver, elle était enterrée dans le sol. 
Zekhnova possédait des maisons, hangars à petits bateaux, puits, granges et un bain public, ainsi qu'une propre forge. À la fin du XIXe siècle, un moulin à eau fut construit, avec un canal qui fut aussi construit à la main. Les habitants vivaient du tissage, de la sculpture, de la fabrication d'ustensiles et d'autres objets qu'ils vendaient à Verchinino. Ils pratiquaient la chasse et de la pêche, dont la chasse à l'ours, au lynx et au renard. En 1889, une école de premier niveau fut ouverte, et en en 1908 une école du Zemstvo y fut ouverte à la place.
Au XIXe siècle, le village appartenait à la communauté rurale de Riapoussovski, qui faisait partie du volost du Kenozero (ru), avec comme chef-lieu Verchinino. Ce volost était un volost de l'ouïezd de Kargopol, au sein du gouvernement d'Olonets. En 1919, l'ouïezd de Kargopol fut transféré, et ainsi le village, au gouvernement de Vologda.

### Période soviétique puis Russie
Après la Guerre civile russe, au début des années 1920, une nouvelle école primaire a été ouverte, qui fut fermée en 1976. Plusieurs habitants ont participé à la Première Guerre mondiale, la guerre civile et la Seconde Guerre mondiale, parmi lesquels Vassili Vassilievitch Boloznev (ru),  un major-général de division des forces armées de l'URSS qui fut le premier recteur de l'École militaire Souvorov de Kazan. Le 13 décembre 1932, une ferme collective fut créée dans le village. Cette ferme fusionna avec celle de Spytsina en 1952, puis en 1969 avec la ferme d'État du Kenozero.
En 1929, les villages du Kenozero furent inclus dans le raïon du Priozero du raïon de Niandoma au sein du kraï du Nord. En 1937, le raïon du Priozero fut transféré au nouvellement formé oblast d'Arkhangelsk. En 1954, le village qui était une partie du selsoviet de Riapoussovski fut annexé par le selsoviet du Kenozero. Depuis 1963, le village est une partie du raïon de Plessetsk. Vers la fin des années 1970, le moulin est tombé en ruines, mais à la fin des années 1990, des restaurateurs de Saint-Pétersbourg et d'Arkhangelsk ont entamé la restauration de celui-ci, qui s'est terminée en 2008. La restauration a été soutenue par le ministère de la Culture de la fédération de Russie. 
En 1991, le parc national de Kenozero fut créé et le village intégré dans la zone du parc. Le parc est d'ailleurs inscrit sur la liste indicative du patrimoine mondial de l'UNESCO. Le hameau de Zekhnova a rejoint le 24 septembre 2020 l'association des Plus beaux villages de Russie,. Il est aujourd'hui l'un des villages les plus visités du lac Kenozero.

## Démographie
Alors que la population montait jusqu'au début du XXe siècle, elle s'est ensuite effondrée avec l'exode rural et la Seconde Guerre mondiale.
Recensements (*) et estimations de la population,,,,,,:
| 1843 | 1846 | 1884 | 1895 |
| ---- | ---- | ---- | ---- |
| 123  | 128  | 131  | 175  |

| 1905 | 1948 | 2002 * | 2006 |
| ---- | ---- | ------ | ---- |
| 184  | 96   | 18     | 12   |

| 2010* | 2012 | 2021* | - |
| ----- | ---- | ----- | - |
| 12    | 12   | 4     | - |

## Tourisme et patrimoine

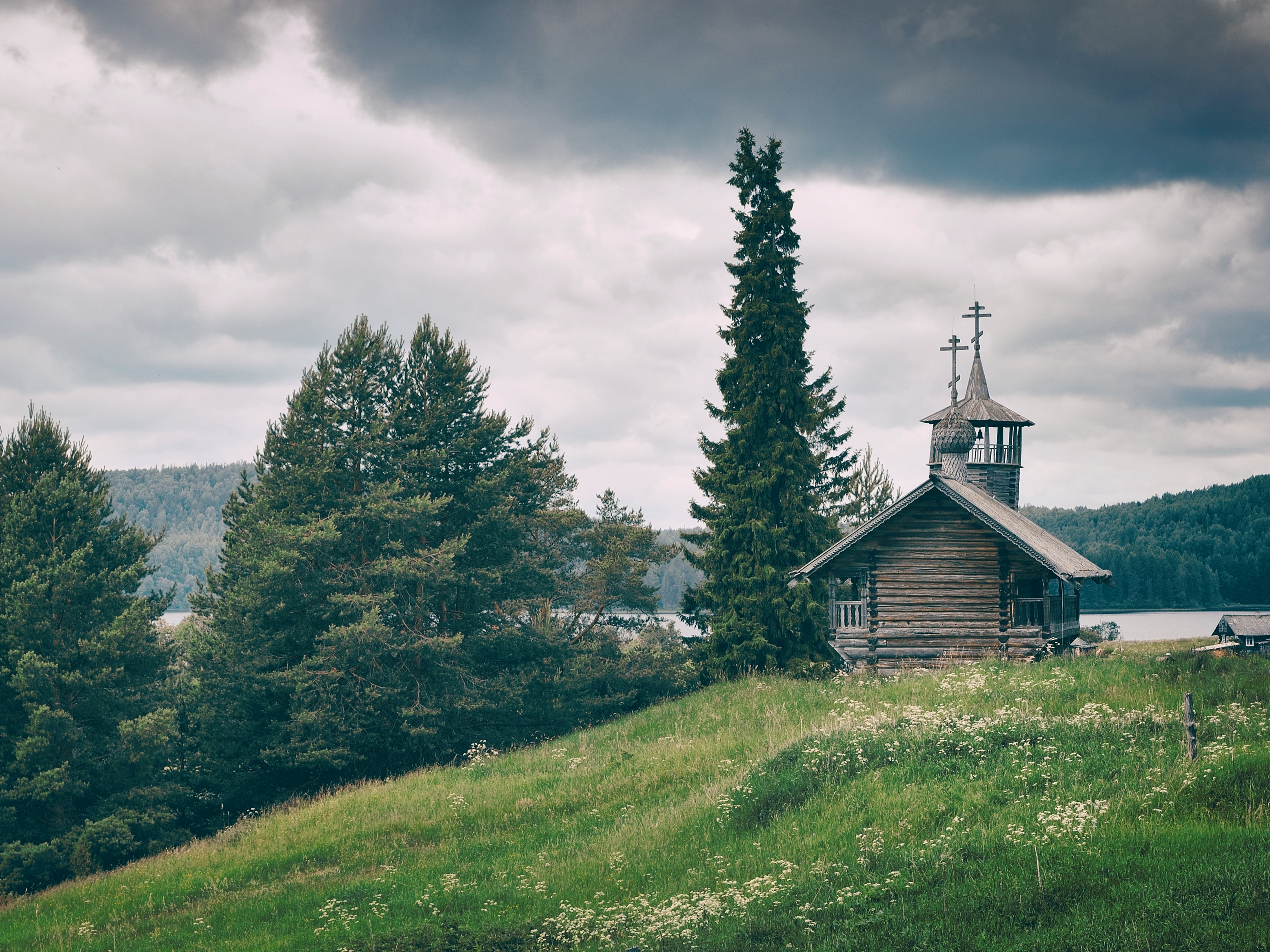
Chapelle Saint-Jean l'Évangeliste.

Le village de Zekhnova a intégré le jeudi 24 septembre 2020 l'association des Plus beaux villages de Russie. Pour Aleksandra Iakolevka, directrice adjointe du développement du parc national de Kenozero, « Rejoindre l'association est une reconnaissance de la valeur du village de Zekhnova en tant que très beau et charmant village, nous considérons cela comme une haute évaluation de ses qualités esthétiques et du travail que fait le parc pour préserver le patrimoine historique et culturel »,. L'association des Plus Beaux villages a justifié sa sélection par la beauté du lieu et son inaccessibilité. De plus, étant donné que le village est géré par le parc national du Kenozero, l'association est confiante que le village sera bien géré avec un afflux supplémentaires de touristes. L'association souhaite d'ailleurs continuer sa collaboration avec le parc pour d'autres lieux du lac, selon le président de l'association.
Le village possède en effet un patrimoine assez riche malgré sa toute petite taille, avec des maisons anciennes, la chapelle Saint-Jean l'Évangéliste, une croix sur les hauteurs et un moulin du XIXe siècle qui est fonctionnel depuis sa restauration. Il faut aussi dire que le village n'a jamais été reconstruit depuis le XVIe siècle, même si beaucoup de bâtiments se sont ajoutés, les bâtiments sont ainsi tous authentiques. Ainsi, certaines maisons en bois datent de la fondation du village. Aucun incendie n'a jamais eu lieu dans le village.

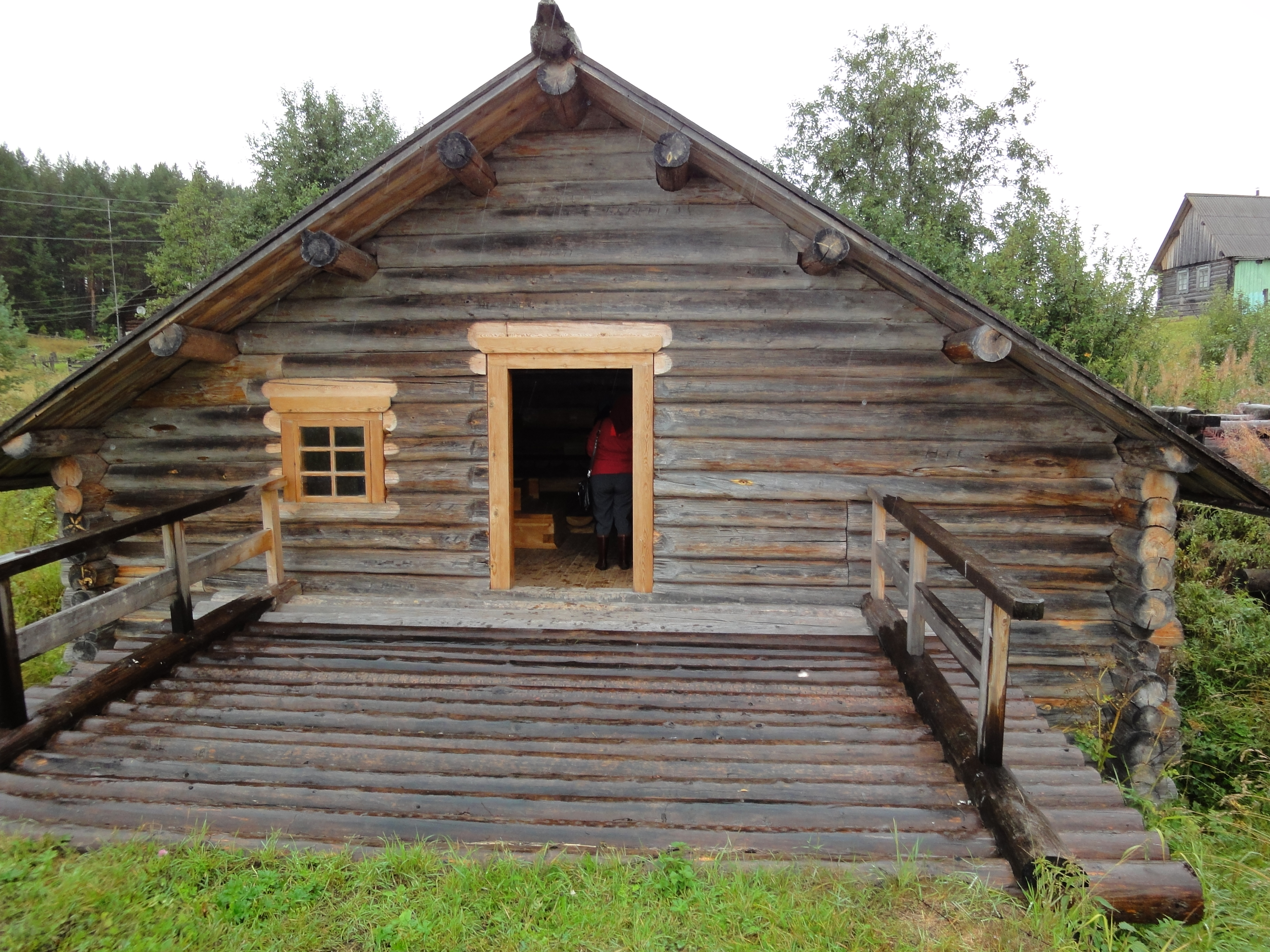
Entrée du Moulin.

Le village possède un centre d'Hospitalité rurale, créé au printemps 2020, pour accueillir les touristes, qui est géré par une famille d'agriculteurs du hameau (les Voronov). Ce centre montre l'histoire du village, et est installé dans une maison du hameau. Chaque année, le village reçoit plus d'1 500 touristes alors qu'il n'a que 12 habitants. En 2021, un nouvel espace d'exposition a été ouvert dans le hameau. Une maison d'hôtes devrait être ouverte dans le hameau,.
Dans le centre du hameau se trouve la chapelle Saint-Jean-l'Évangéliste, construite à la fin du XVIIIe siècle sur le versant de la haute-colline « Bouï-Goré ». C'est la seule chapelle de tout l'oblast à avoir une galerie sur consoles. La salle de prière possède une peinture des douze apôtres, peinte lors de la construction, qui est entièrement conservée. Elle fut peinte par des maîtres d'Olonets dans la tradition de la peinture des vieux-croyants. Entre 1997 et 1998, la chapelle fut restaurée par des menuisiers du parc national du Kenozero, d'Arkhangelsk et de Norvège. Les fêtes patronales du Zekhnova est le 9 octobre et le 21 mai. Outre la chapelle, il y a une croix placée au début du XXe siècle sur une hauteur sur le flanc nord du hameau, marquant la limite entre le village et la forêt. 

## Galerie

Zekhnova :
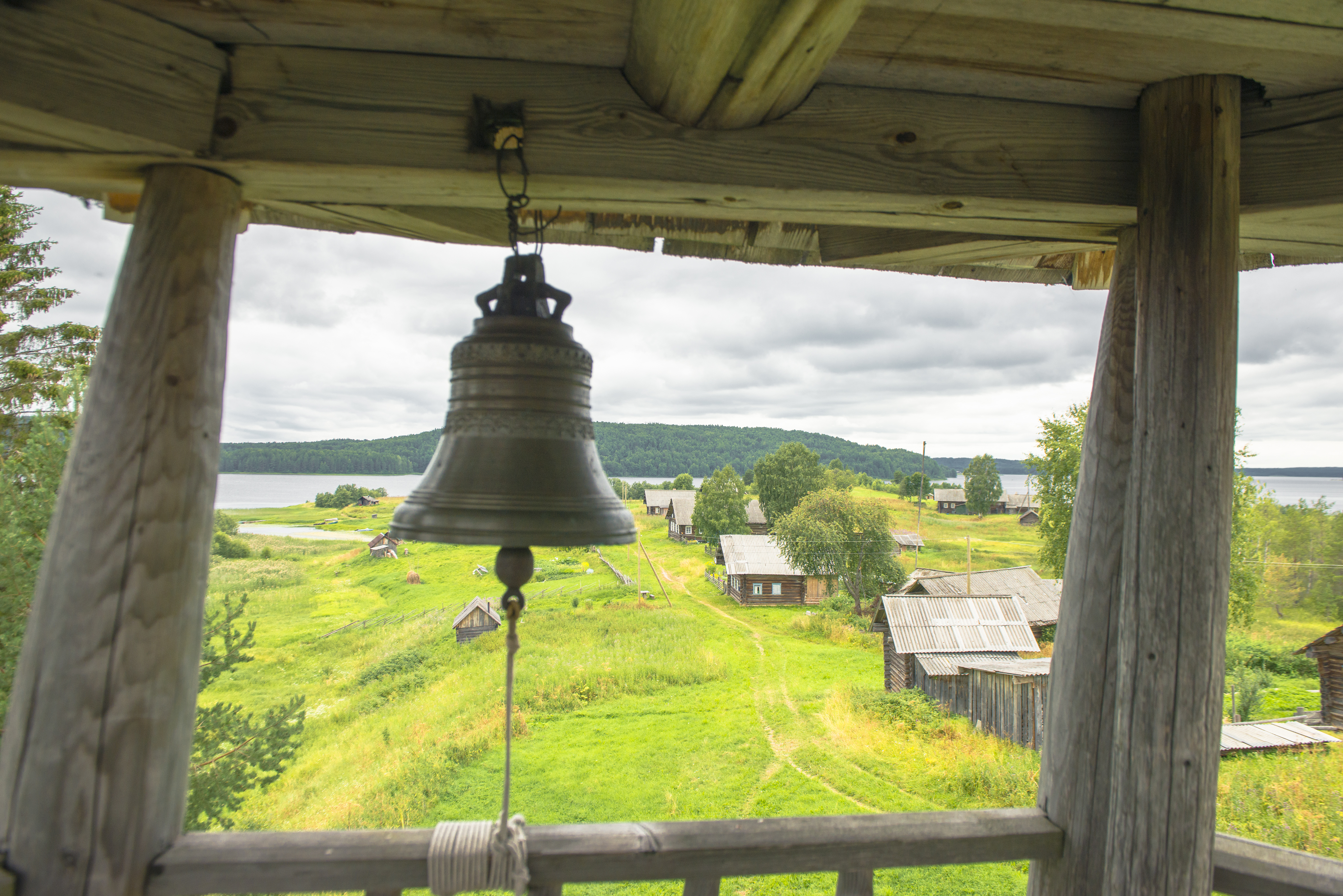
Village depuis le clocher de la chapelle.
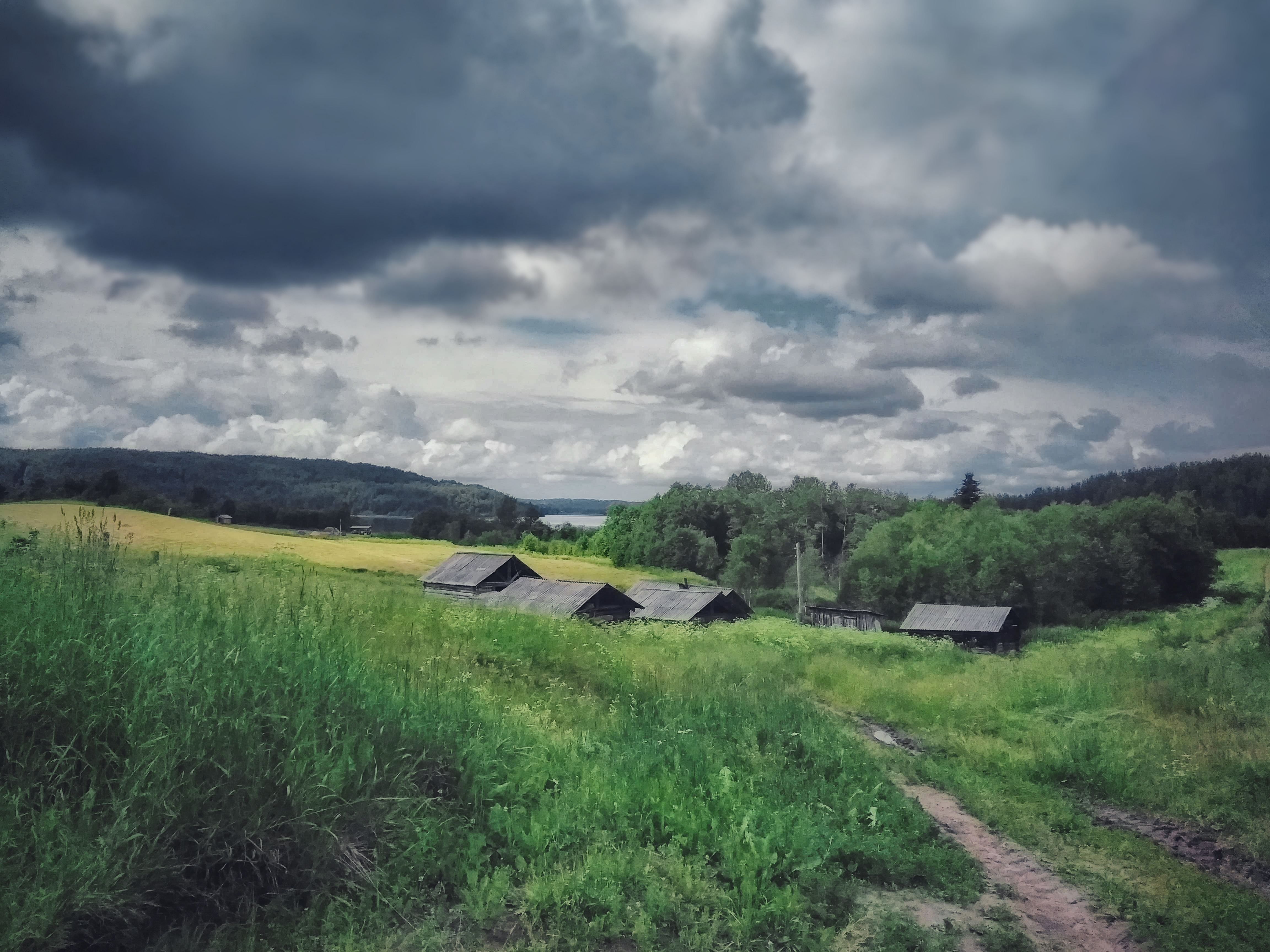
Maisons du village.
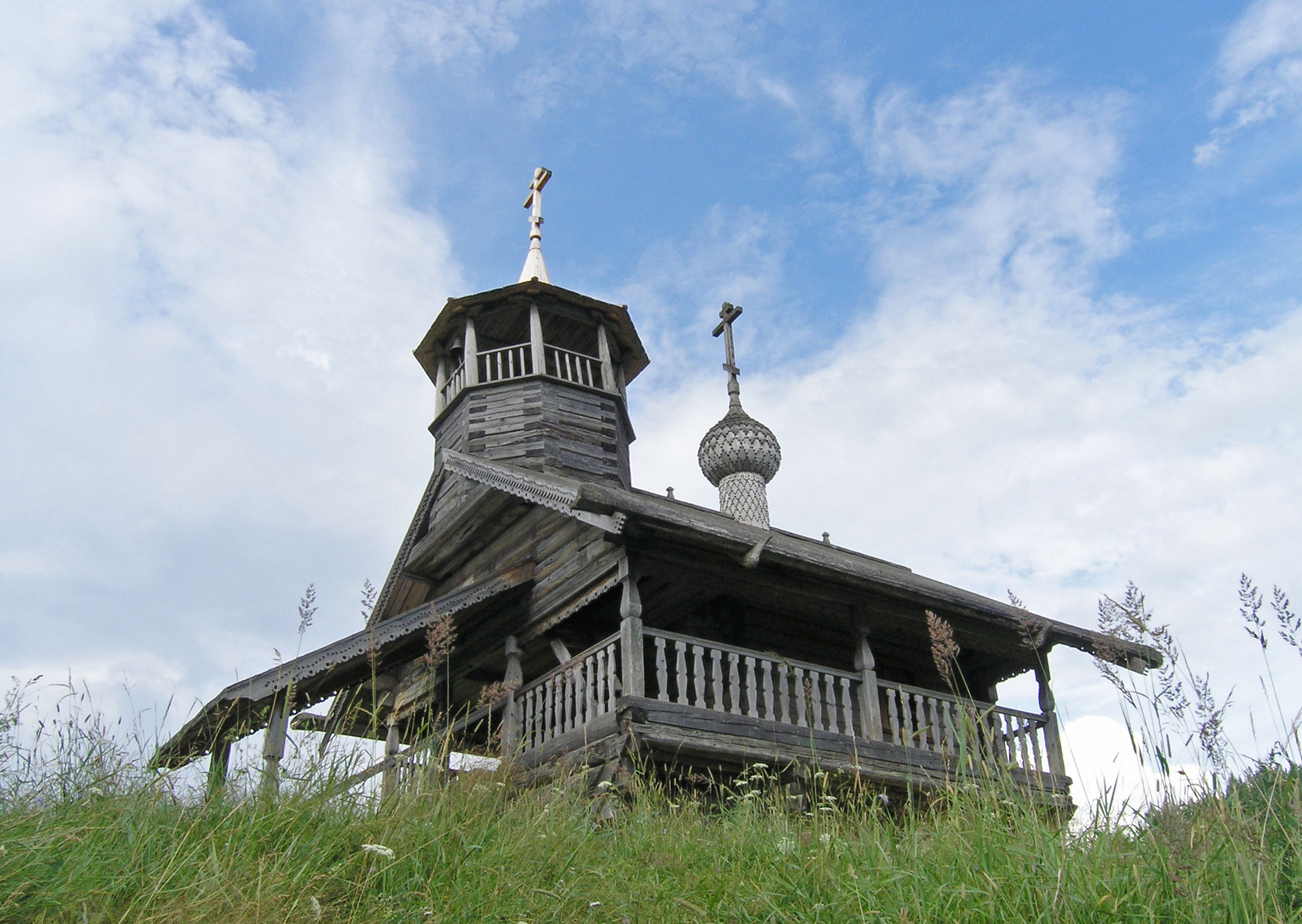
Chapelle du village.